# Périmètre d'usage de consommation exceptionnel
Les Périmètres d'usage de consommation exceptionnel (PUCE) sont des zones d'activité situées dans les unités urbaines françaises de plus d'un million d'habitants, et dans lesquelles les commerces de détail peuvent ouvrir le dimanche. Avec les zones touristiques et thermales, elles constituent une des rares zones où une telle ouverture est permise, le principe général étant celui du repos dominical.  Contrairement à ce qui se passe dans les zones touristiques et thermales, les salariés de PUCE bénéficient de garanties particulières. 
Les PUCE ont été instituées par une loi votée en juillet 2009 et sont définies dans le Code du travail. Elles sont créées par le préfet  à l'initiative des conseils municipaux.

## Conditions de création
Les conditions nécessaires pour autoriser la création d'une PUCE sont les suivantes :
- Unité urbaine de plus de un million d'habitants. Les unités urbaines sont déterminées par le préfet de région sur la base du recensement. Selon l'INSEE, quatre unités urbaines dépassaient le million d'habitants en 2010 : celles de Paris, de Lyon,  de Marseille et de Lille[4].
- Habitude de consommation dominicale déjà installée ou concurrence dominicale transfrontalière. Cette condition semble exclure l'unité urbaine de Lyon[5].

Les conseils municipaux, il en fait la demande au préfet. Celui-ci doit prendre en compte les conséquences de la PUCE sur la concurrence et consulter les organes délibération de la communauté de communes, de la communauté d'agglomération ou la communauté urbaine dans laquelle se trouve la commune.

## Mode de fonctionnement
Tous les types de commerces sont concernés. Contrairement à ce qui se passe dans les zones thermales ou d'intérêts touristiques, les salariés bénéficient de garanties particulières.
- respect du volontariat;
- interdiction de toute sanction ou mesure discriminatoire;
- contrepartie définie par un accord collectif ou à défaut:
  - rémunération au moins doublée
  - repos compensateur
  - droit pour le salarié de refuser trois dimanches de travail de son choix